# Bahrain Ministry Of Interior Tennis Challenger 2023
Il Bahrain Ministry Of Interior Tennis Challenger 2023 è stato un torneo maschile di tennis giocato sul cemento. È stata la 2ª edizione del torneo, facente parte della categoria Challenger 125 nell'ambito dell'ATP Challenger Tour 2023. Si è giocato al Public Security Officers Club di Manama, in Bahrein, dal 13 al 19 febbraio 2023.

## Partecipanti

### Teste di serie
| Nazionalità | Giocatore             | Ranking* | Testa di serie |
| ----------- | --------------------- | -------- | -------------- |
| Australia   | Jason Kubler          | 79       | 1              |
| Australia   | Alexei Popyrin        | 90       | 2              |
| Australia   | Christopher O'Connell | 94       | 3              |
| Italia      | Francesco Passaro     | 109      | 4              |
| Italia      | Matteo Arnaldi        | 110      | 5              |
| Rep. Ceca   | Tomáš Macháč          | 117      | 6              |
|             | Pavel Kotov           | 128      | 7              |
| Australia   | Thanasi Kokkinakis    | 140      | 8              |

* Ranking al 6 febbraio 2023.

### Altri partecipanti
I seguenti giocatori hanno ricevuto una wild card per il tabellone principale:
- Bekkhan Atlangeriev
- Yusuf Qaed
- Abedallah Shelbayh

Il seguente giocatore è entrato in tabellone in tabellone come special exempt:
- Stefano Travaglia

Il seguente giocatore è entrato in tabellone in tabellone come alternate:
- Oriol Roca Batalla

I seguenti giocatori sono passati dalle qualificazioni:
- Andrea Arnaboldi
- Aleksandr Braynin
- Viktor Durasovic
- Yankı Erel
- Vitaliy Sachko
- Mohamed Safwat

I seguenti giocatori sono entrati in tabellone come lucky loser:
- Salvatore Caruso
- Andrey Chepelev
- Colin Sinclair

## Punti e montepremi
| Torneo    | Torneo              | V      | F      | SF    | QF    | 2T    | 1T    | Q | Q2  | Q1  |
| Singolare | Punti               | 125    | 75     | 45    | 25    | 11    | 0     | 5 | 2   | 0   |
| Singolare | Premi in denaro ($) | 21 650 | 12 770 | 7 560 | 4 400 | 2 590 | 1 565 | – | 785 | 395 |
| Doppio    | Punti               | 125    | 75     | 45    | 25    | –     | 0     | – | –   | –   |
| Doppio    | Premi in denaro ($) | 9 350  | 5 440  | 3 250 | 1 930 | –     | 1 080 | – | –   | –   |

## Campioni

### Singolare
Thanasi Kokkinakis ha sconfitto in finale  Abedallah Shelbayh con il punteggio di 6–1, 6–4.

### Doppio
Patrik Niklas-Salminen /  Bart Stevens hanno sconfitto in finale  Ruben Gonzales /  Fernando Romboli con il punteggio di 6–3, 6–4.